# Растущий
Растущий — посёлок в Белоярском районе Свердловской области России. Входит в Белоярский муниципальный округ.
Ранее посёлок входил в состав Косулинского сельсовета Белоярского района.

## География
Посёлок Растущий расположен на правом берегу реки Бобровки, в 26 километрах к западу от посёлка Белоярского.
Рядом с посёлком проходит Транссибирская магистраль. На ней к западу от посёлка находится остановочный пункт Белоярская Застава (ранее 1841 км), к югу — остановочный пункт Бобровка Свердловской железной дороги.

### Часовой пояс
Растущий, как и вся Свердловская область, находится в часовой зоне МСК+2. Смещение применяемого времени относительно UTC составляет +5:00.

## История
В 1966 году Указом Президиума ВС РСФСР посёлок участка № 3 Косулинского совхоза переименован в Растущий.

## Население
| 2002 | 2010 | 2021 |
| ---- | ---- | ---- |
| 133  | ↗186 | ↗647 |

## Инфраструктура
В посёлке Растущем 44 улицы, пять переулков и один микрорайон «Снегири». В черте Растущего расположен коттеджный посёлок «Алые Паруса». На данный момент в посёлке есть 3 продуктовых магазина.